# Hylemeridia majuscula
Hylemeridia majuscula là một loài bướm đêm trong họ Geometridae.